# まるがめクエスト〜囚われの12姫〜
『まるがめクエスト〜囚われの12姫〜』は、香川県の丸亀市観光協会が開発し2021年3月10日に無料配信を開始したRPG。

## 概要
丸亀市への観光客誘致を目的に企画された作品で、丸亀市観光協会の職員が開発を行っている。物語の内容は、モンスターたちに占領されてしまった丸亀城を奪還するため、丸亀市のマスコットであるとり奉行骨付じゅうじゅう、うちっ娘、京極くん、スマイル君の4体が丸亀市内を冒険するというもので、作中には、初見のプレイヤーがわからないような時事ネタや身内ネタがふんだんに盛り込まれている。
作品内では、丸亀市立資料館に所蔵されている日本刀「ニッカリ青江脇差」が登場し、これを装備することで「ファイナル青江ストラッシュ」という奥義が使えるようになる。本作の配信を開始した2021年3月10日に情報を公開した際、この「ファイナル青江ストラッシュ」がTwitterでトレンド入りし、さらに、配信サイトにアクセスが集中して一時繋がりにくくなるほどの盛況となった。

## 制作
丸亀市観光協会では2017年頃に、各所を巡り楽しみながら丸亀城を開放するというコンセプトのゲームを企画していたが、この時は技術面や予算面の問題から実施を断念することになった。その後、2020年に蔓延した新型コロナウイルス感染症の影響で観光案内所などを閉所することになった際、観光協会として何かできることはないかと考える中で、新規事業の一つとして企画が再始動された。
本作の開発は、ゲーム開発の経験がない観光協会の職員たちによりRPGツクールMVを用いて行われた。ジャンルをRPGとしたのは、担当者がファンであるドラゴンクエストシリーズの『I』『II』『III』の影響がある。
観光協会では、刀剣ブームの火付け役となったゲーム『刀剣乱舞』とニッカリ青江脇指のコラボレーションイベントを2015年9月に開催したことを機にコンテンツホルダーとの接点が生まれ、2018年に観光協会とメロンブックスが共同で実施した町おこし企画「丸亀城と12人のお姫さま」では12人のイラストレーターがそれぞれ描いた12人の姫のご当地キャラクターが誕生した。ただ、それらのキャラクターをうまく活用できていないという思いが観光協会にあり、今回の作品で使えることになったため、観光施設を周ってボスキャラクターを倒し12人の姫を解放していくというシナリオの流れになった。

## 主な登場人物

### 仲間キャラクター
とり奉行骨付じゅうじゅう（とりぶぎょうほねつきじゅうじゅう）
丸亀市のマスコット。丸亀市のご当地グルメである骨付鳥のような頭部をしている。相棒の小さな亀・びりじあんを忍ばせている。クラスは魔法剣士。
丸亀駅の内部にある観光案内所で丸亀城の異変の状況を知り、丸亀市の平和を取り戻すべく仲間とともに冒険する。
うちっ娘（うちっこ）
丸亀市のマスコット。丸亀市名産のうちわ・丸亀うちわを上下逆にしたような形の頭部をしており、市の花であるサツキの柄の着物を着ている。クラスは魔法使い。
うちわの港ミュージアムの乗っ取りをもくろむ「うちわ美魔女」に襲われていたところをじゅうじゅうに助けられ仲間に加わる。
京極くん（きょうごくくん）
丸亀市のマスコット。丸亀城の城主を務めた京極氏の平四つ目紋（ひらよつめもん）を前立てにした兜をかぶっている。クラスは戦士。
中津万象園の邀月橋（ようげつばし）で現れた「橋魔人」を倒すべくじゅうじゅうたちと協力して戦い、撃破後も行動を共にする。
スマイル君（スマイルくん）
丸亀市にある競艇場・ボートレースまるがめ（丸亀競艇場）のマスコット。競艇選手のような恰好をした亀のキャラクター。クラスは武闘家。
競艇場内で暴走するロボット「治安維持機BR-M1」（戦闘中の表記は「ボート魔人」）を鎮めるためにじゅうじゅうたちと共闘し、撃破後も同行する。

### 姫
12人の姫は丸亀城を守護するために異世界から遣わされていたが、姫たちがさらわれたことにより城の結界が破れモンスターの侵入を許してしまった。
12人の姫のうち7人が持つ「涙」を集めることで丸亀城への橋が架かり敷地内に入れるようになる。
睦月姫（むつきひめ）
キャラクターデザイン：kino
丸亀城の天守閣で囚われている姫。
モンスターたちの首領で最終ボスの「天守大魔王」を撃破すると解放される。
如月姫（きさらぎひめ）
キャラクターデザイン：小田すずか
丸亀城敷地内の市立資料館で囚われている姫。
京極氏にまつわる展示物を奪おうとする「武器魔人」を撃破すると解放され、武器の「復元刀ニッカリ青江」と防具の「京極家の陣羽織」を渡す。
弥生姫（やよいひめ）
キャラクターデザイン：ななろば華
山北八幡神社の鳥居の前で囚われている姫。
周囲を汚している「鳥居ガミ魔人」を撃破すると解放され「弥生姫の涙」を渡す。
卯月姫（うづきひめ）
キャラクターデザイン：茉宮祈芹
丸亀城敷地内の大手二の門の前で囚われている姫。
丸亀城は自分たちのものだと豪語する「大手二の門魔人」を撃破すると解放される。
皐月姫（さつきひめ）
キャラクターデザイン：konomi
ボートレースまるがめで囚われている姫。
「治安維持機BR-M1」を撃破すると解放され「皐月姫の涙」を渡す。
水無月姫（みなづきひめ）
キャラクターデザイン：白もち桜
金毘羅街道（丸亀街道）で囚われている姫。
水無月姫を自分の嫁にすると言い張っている「鳥居魔人」を撃破すると解放され「水無月姫の涙」を渡す。
七夜姫（ななよひめ）
キャラクターデザイン：Mika Pikazo
中津万象園で囚われている姫。
「橋魔人」を撃破すると解放され「七夜姫の涙」を渡す。
葉月姫（はづきひめ）
キャラクターデザイン：はるのいぶき
丸亀港に設置された太助灯籠の前で囚われている姫。
灯籠を破壊して周囲を闇に包もうとする「灯籠魔人」を撃破すると解放され「葉月姫の涙」を渡す。
詠月姫（ながつきひめ）
キャラクターデザイン：ひびき玲音
丸亀城敷地内の月見櫓跡で囚われている姫。
高台からの眺望を遮る「やぐら神」を撃破すると解放され、武器の「カイザーナックル」を渡す。
時雨姫（しぐれひめ）
キャラクターデザイン：桜木蓮
丸亀港で囚われている姫。
船の出航を妨げている「フェリー魔人」を撃破すると解放され「時雨姫の涙」を渡す。
神楽姫（かぐらひめ）
キャラクターデザイン：ゆき恵
丸亀城敷地内の見返り坂で囚われている姫。
坂の上で待ち構える「なぞの鳥」を撃破すると解放され、防具の「ゴールドヘルメット」を渡す。
三冬姫（みふゆひめ）
キャラクターデザイン：左近堂絵里
猪熊弦一郎現代美術館で囚われている姫。
展示品にいたずらしようとする「おしゃれこうべ魔人」を撃破すると解放され「三冬姫の涙」を渡す。